# پنتیکتن

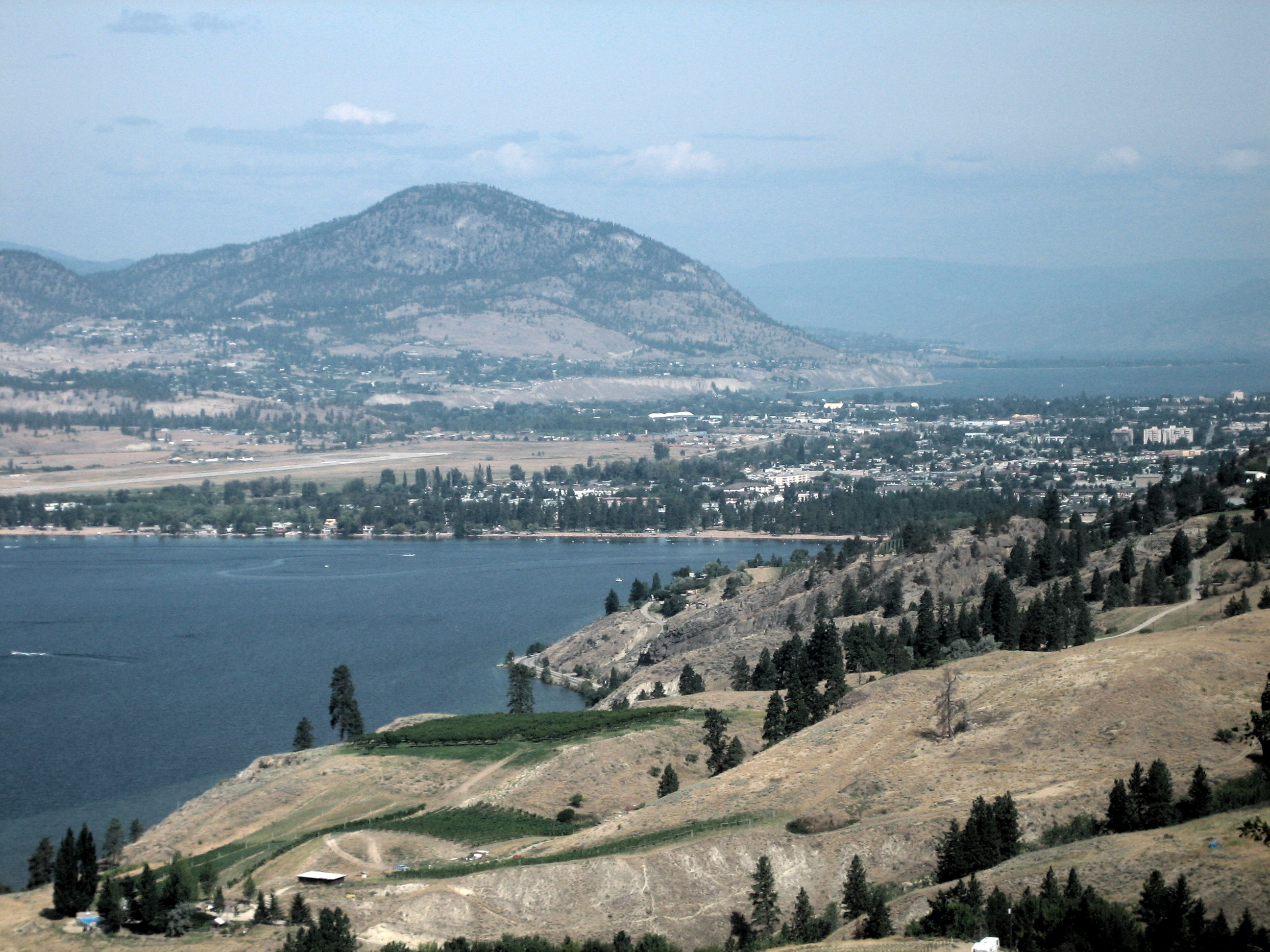
یک نمای هوایی از پنتیکتن

پِنتیکتُن (به انگلیسی: Penticton) شهری است در جنوب استان بریتیش کلمبیای کانادا که در منطقه اوکناگن ولی واقع است.
در سال ۲۰۰۶ جمعیت پنتیکتن ۳۱٬۹۰۹ نفر بوده و در آن سرشماری، تراکم جمعیت ۴۳٬۳۱۳ بوده است. طبق سرشماری سال ۲۰۲۱، این جمعیت به ۳۶٫۸۸۵ رسید.